# 長嶺秋夫
長嶺 秋夫（ながみね あきお、1908年（明治41年）8月29日 - 2002年（平成14年）10月29日）は、日本の政治家。小禄村長（第8・9代）、立法院議員（7期）、立法院副議長（3期）、立法院議長（3期）を歴任。

## 概要
米国統治下の沖縄において、当時の佐藤栄作首相や日米国政府高官と度重なる会合・折衝を実施し、沖縄の本土復帰に尽力した。全8回実施された琉球政府立法院議員選挙において、初回を除く7回に立候補し、全て当選した。琉球政府立法院の議長を3期務めた人物は長嶺以外に存在しない。尚、長嶺は副議長も3期務めており、過去最多である。

## 略歴
- 1908年（明治41年）8月29日 - 沖縄県小禄村字大嶺（旧日本海軍那覇飛行場用地・現那覇空港の一部）に生誕。
- 1926年（大正15年）3月 - 沖縄県立第二中学校卒業。
- 1927年（昭和2年）3月 - 沖縄師範学校本科第二部卒業。
- 1927年（昭和2年）4月 - 第二豊見城尋常高等小学校訓導に就任。
- 1930年（昭和5年）1月 - 大阪府岸和田市浜尋常小学校訓導に就任。
- 1938年（昭和13年）9月 - 小禄尋常高等小学校訓導に就任。
- 1941年（昭和16年）3月 - 眞和志国民学校教頭に就任。
- 1944年（昭和19年）3月 - 豊見城村立青年学校長に就任。
- 1946年（昭和21年）1月 - 沖縄民政府視学官に就任。
- 1948年（昭和23年）3月 - 沖縄群島市町村長・市町村長議会議員選挙で小禄村長に立候補、初当選。
- 1954年（昭和29年）3月 - 第2回立法院議員総選挙で立候補、初当選。副議長に就任。
- 1955年（昭和30年）6月 - 軍用地問題の折衝で渡米。
- 1956年（昭和31年）3月 - 第3回立法院議員総選挙で当選。副議長に就任（2期連続）。
- 1958年（昭和33年）3月 - 第4回立法院議員総選挙で当選。副議長に就任（3期連続）。
- 1960年（昭和35年）12月 - 第5回立法院議員総選挙で当選。議長に初就任。
- 1961年（昭和36年）4月 - 財団法人沖縄戦没者慰霊奉賛会（現沖縄県平和祈念財団）会長就任。
- 1962年（昭和37年）12月 - 第6回立法院議員総選挙で当選。議長に就任（2期連続）。
- 1965年（昭和40年）1月 - 沖縄の自治権拡大要請で渡米。
- 1965年（昭和40年）6月 - 中華民国蔣介石総統の招待で台湾訪問。
- 1965年（昭和40年）12月 - 第7回立法院議員総選挙で当選。議長に就任（3期連続）。
- 1967年（昭和42年）3月 - ブラジル連邦共和国より文化功労勲章授与。
- 1968年（昭和43年）12月 - 第8回立法院議員総選挙で当選。
- 1972年（昭和47年）5月 - 沖縄県の本土復帰により、沖縄県議会議員に身分変更。
- 1972年（昭和47年）4月 - 社会福祉法人沖縄偕生会理事に就任。
- 1972年（昭和47年）10月 - 藍綬褒章を叙勲。
- 1979年（昭和54年）11月 - 沖縄県功労章を受章。
- 1980年（昭和55年）4月 - 勲三等旭日中綬章（現、旭日中綬章）を叙勲。
- 2002年（平成14年）10月29日 - 那覇市の病院で慢性腎不全により死去。満94歳没[1]。

## 著作

### 自叙伝
- 『私の歩んだ道』（1985年7月）